# قزيات
القزّيات أو عائلة بومبيسدي أو فصيلة بومبيسيدي (الاسم العلمي: Bombycidae)، هي فصيلة تشمل العث، وأشهر أنوعها هي دودة القز (Bombyx mori) (لينيوس)، موطنها الأصلي شمال الصين والمدجنة لآلاف السنين. والأنواع الأخرى المعروفة هي عثة الحرير البرية [الإنجليزية] (Bombyx mandarina) وموطنها الأصلي أيضا آسيا.